# Daihatsu Leeza
Der Daihatsu Leeza (Lisa auszusprechen) ist ein Kei-Car-Modell des japanischen Herstellers Daihatsu.

## Motor
Der Leeza wird von einem Motor mit 548 cm³ Hubraum und 32 oder 50 PS (23 oder 37 kW) angetrieben. Die Kraft wird dabei an die Vorderräder weitergeleitet.

## Leeza Spider

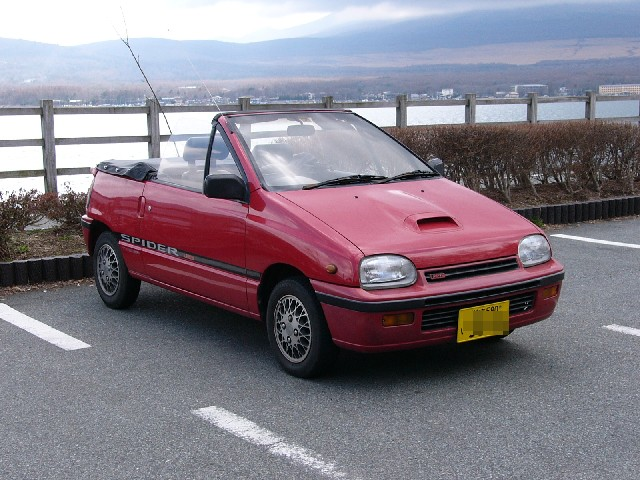
Daihatsu Leeza Spider

Auf der 28. Tokyo Motor Show 1989 wurde eine offene Version des Leeza vorgestellt, die daraufhin von 1991 bis 1993 gebaut wurde. Durch eine verstärkte Karosserie stieg das Gewicht um 90 kg im Vergleich zum geschlossenen Modell.